# Broxburn (West Lothian)
Broxburn is een stad in West Lothian, Schotland. De stad ligt 19 km ten westen van Edinburgh en ten noorden van Livingston aan de autosnelweg M8.

## Geschiedenis
Het gehucht waaruit Broxburn is ontstaan, vindt vermoedelijk zijn oorsprong rond het jaar 1350. Mariota le Cheyne erft rond die tijd de oostelijke helft van de Baronie van Strathbrock na het overlijden van haar vader, Sir Reginald le Cheyne III. De nederzetting die rondom haar residentie ontstond, werd Eastertoun (Oostelijke stad, Easter town) genoemd, naar het landsdeel waarin het lag. Het gebied Strathbrock was eerder in het bezit van Freskin de Vlaming, aan hem toegekend door Koning David 1 van Schotland.
Omstreeks 1443-1444 is Eastertoun geheel platgebrand bij geschillen tussen William Douglas (8e Graaf van Douglas), Luitenant-Generaal van Schotland en William Crichton, Kanselier van Schotland. Het werd opnieuw vernietigd in 1455 bij gevechten tussen leden van de familie Douglas en koning Jacobus II van Schotland. Nadat de conflicten waren bijgelegd, werd Eastertoun weer herbouwd.
In 1600 werd de stad hernoemd tot Broxburn door Sir Richard Cockburn of Clerkington. Deze naam is vrijwel zeker gebaseerd op de stad Broxburn in het raadsgebied East Lothian. De naam Broxburn is vermoedelijk afgeleid van de Engelse woorden brook (grens) en burn (beek). Brooks burn verwerd tot Brox burn en later tot Broxburn. Een mogelijke andere oorsprong van de naam is het woord broch, de aanduiding voor een keltische ronde toren als verdedigingswerk, of het keltische woord brock, dat das betekent.

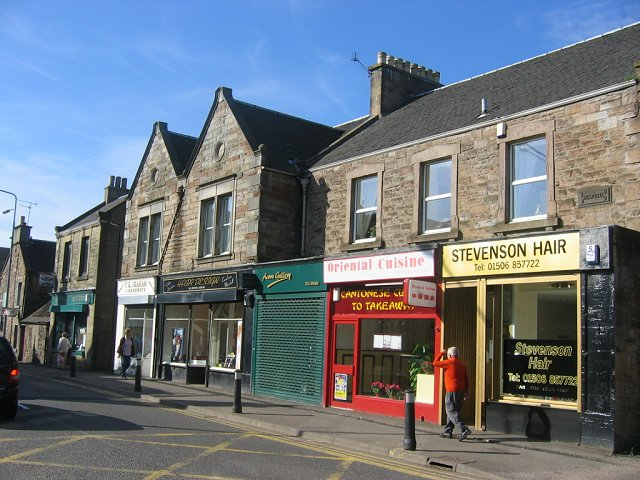
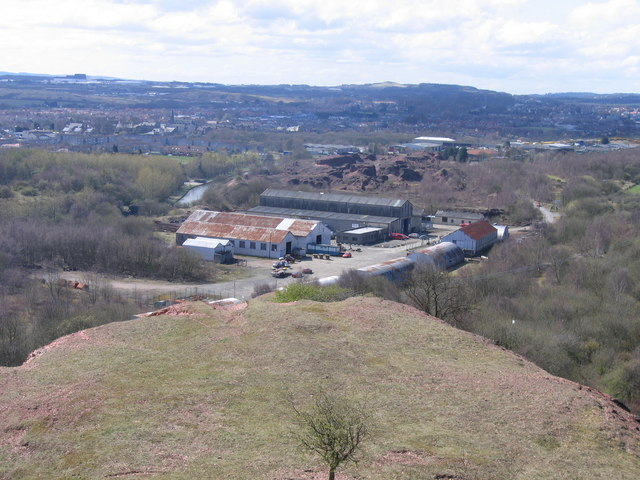